# Andy Granatelli
Anthony Granatelli, detto Andy (Dallas, 18 marzo 1923 – Santa Barbara, 29 dicembre 2013), è stato un imprenditore e dirigente sportivo statunitense.
Fu pilota automobilistico e poi amministratore delegato della STP, con la quale partecipò come costruttore ad alcune 500 Miglia di Indianapolis, aggiudicandosi l'edizione del 1969 con alla guida Mario Andretti e del 1973 con al volante Gordon Johncock.
Prese parte a numerosi show, mentre al cinema apparve nel film Un Maggiolino tutto matto (1968).